# Acollesis fraudulenta
Acollesis fraudulenta is een vlinder van de familie van de spanners (Geometridae). De wetenschappelijke naam van deze soort is voor het eerst voorgesteld door William Warren in een publicatie uit 1898.
De soort komt voor in Zimbabwe en Zuid-Afrika.